# Rue Dosne
Pour les articles homonymes, voir Dosne.
La rue Dosne est une voie du 16e arrondissement de Paris, en France.

## Situation et accès
La rue Dosne est une voie privée située dans le 16e arrondissement de Paris. Elle débute au 159, rue de la Pompe et se termine au 25, avenue Hubert-Germain.
Le quartier est desservi par la ligne 2 à la station Victor Hugo.
Côté rue de la Pompe, sur l'autre trottoir, une autre voie privée, la rue de l'Amiral-Courbet, est située dans son prolongement.

## Origine du nom

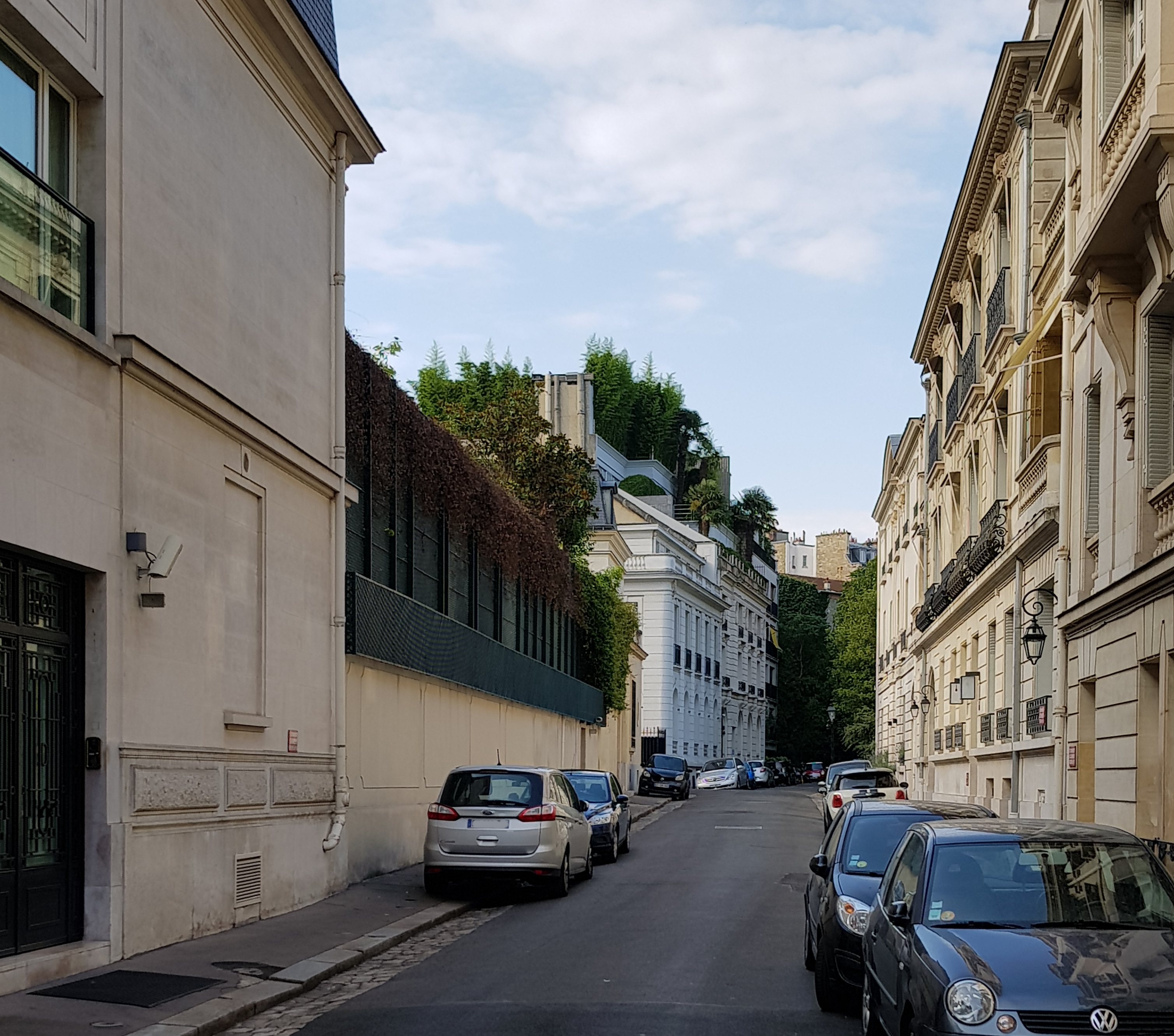

Elle porte le nom de Félicie Dosne (1823-1906), belle-sœur d'Adolphe Thiers et propriétaire du terrain sur lequel cette rue fut ouverte,. Dans son testament, elle a souhaité que soit créée une maison de retraite destinée aux vieilles dames sans fortune ou veuves d’officiers. La Fondation Dosne porte le nom de « Retraite Dosne » et s'installe au 5 ter de la rue éponyme. Elle est reconnue d'utilité publique le 7 juin 1909. Cette rue est une association syndicale libre, le Syndicat de la rue Dosne. Elle est désormais fermée et n'appartient plus à la Ville de Paris. La rue comprend 13 parcelles.

## Historique
Cette voie privée est ouverte sous sa dénomination actuelle en 1827.

## Bâtiments remarquables et lieux de mémoire
- No 3 : hôtel particulier qui a appartenu au président gabonais Omar Bongo et sa famille, soupçonné par la justice française d'être un bien mal acquis[4],[5],[6].
- No 5 : maison de retraite Dosne, gérée par la fondation Dosne depuis 1906. Historiquement féminine, elle est devenue mixte[7]. En 2019, elle fait l'objet d'un documentaire de Marion Lippmann diffusé sur LCP, Les Belles Dames[8].
- No 9 : la peintre Marthe Le Vavasseur (1878-1958) y habite vers 1945.
- No 11 : la musicienne Armande de Polignac (1876-1962) y habite vers 1900.